# Vaulnaveys-le-Bas
Vaulnaveys-le-Bas este o comună în departamentul Isère din sud-estul Franței. În 2009 avea o populație de 1.189 de locuitori.

## Evoluția populației
| An        | 1975 | 1982 | 1990 | 1999  | 2006  | 2009  |
| --------- | ---- | ---- | ---- | ----- | ----- | ----- |
| Populație | 562  | 774  | 867  | 1.173 | 1.099 | 1.189 |